# Hjorteds landsfiskalsdistrikt
Hjorteds landsfiskalsdistrikt var 1918-1951 ett landsfiskalsdistrikt i Kalmar län, bildat när Sveriges indelning i landsfiskalsdistrikt trädde i kraft den 1 januari 1918, enligt beslut den 7 september 1917. När Sveriges nya indelning i landsfiskalsdistrikt trädde i kraft den 1 januari 1952 (enligt kungörelsen 1 juni 1951) upplöstes distriktet och dess område slogs ihop med Gamleby landsfiskalsdistrikt för att bilda Södra Tjusts landsfiskalsdistrikt.
Landsfiskalsdistriktet låg under länsstyrelsen i Kalmar län.

## Ingående områden
När Sveriges nya indelning i landsfiskalsdistrikt trädde i kraft den 1 oktober 1941 (enligt kungörelsen den 28 juni 1941) tillfördes kommunerna Blackstads landskommun och Locknevi landskommun från det upplösta Gamleby landsfiskalsdistrikt.

### Från 1918
Södra Tjusts härad:
- Gladhammars landskommun
- Hjorteds landskommun
- Törnsfalls landskommun
- Västrums landskommun

### Från 1 oktober 1941
Södra Tjusts härad:
- Blackstads landskommun
- Gladhammars landskommun
- Hjorteds landskommun
- Locknevi landskommun
- Törnsfalls landskommun
- Västrums landskommun